# San Miguel (Surigao del Sur)
San Miguel is een gemeente in de Filipijnse provincie Surigao del Sur op het eiland Mindanao. Bij de laatste census in 2007 had de gemeente bijna 33 duizend inwoners.

## Geografie

### Bestuurlijke indeling
San Miguel is onderverdeeld in de volgende 18 barangays:
| - Bagyang - Baras - Bitaugan - Bolhoon - Calatngan - Carromata - Castillo - Libas Gua - Libas Sud | - Magroyong - Mahayag - Patong - Poblacion - Sagbayan - San Roque - Siagao - Tina - Umalag |

## Demografie
San Miguel had bij de census van 2007 een inwoneraantal van 32.737 mensen. Dit zijn 4.854 mensen (17,4%) meer dan bij de vorige census van 2000. De gemiddelde jaarlijkse groei komt daarmee uit op 2,24%, hetgeen hoger is dan het landelijk jaarlijks gemiddelde over deze periode (2,04%). Vergeleken met de census van 1995 is het aantal mensen met 8.731 (36,4%) toegenomen.

De bevolkingsdichtheid van San Miguel was ten tijde van de laatste census, met 32.737 inwoners op 558 km², 43 mensen per km².